# Verrières-du-Grosbois
Pour les articles homonymes, voir Verrières.
Verrières-du-Grosbois est une ancienne commune française située dans le département français du Doubs en région Bourgogne-Franche-Comté.
Le 1er janvier 2017, elle fusionne avec Charbonnières-les-Sapins et Étalans pour former la commune nouvelle d'Étalans.

## Géographie

### Localisation
Enserré entre le camp du Valdahon à l'est et l'importante forêt de Grosbois à l'ouest, le petit village étire en longueur ses quelques maisons et son territoire.

## Toponymie
À la Verrière, lieu-dit de Gonsans en 1285 ; La Verrière le Grosbois en 1554 ; La Verrière des Grosbois en 1691 ; Verrières-du-Grosbois depuis 1770. Une verrerie avait été construite près du chemin de Naisey.

## Histoire
La Verrières-du-Grosbois était autrefois un village presque aussi peuplé qu'aujourd'hui mais une partie des habitations vivaient en forêt . Des souffleurs de verre se sont installés ici au XVIe siècle car il y avait du bois à proximité permettant d' alimenter les fours. Les terres appartenaient à une famille noble qui possédait le château de Gonsans.

## Politique et administration

### Liste des maires
| Période                                  | Période       | Identité                 | Étiquette | Qualité  |
| ---------------------------------------- | ------------- | ------------------------ | --------- | -------- |
| Les données manquantes sont à compléter. |               |                          |           |          |
| (maire en 1981)                          |               | Claude Vernerey          |           |          |
| avant 2002                               |               | Jean-François Beurtheret | DVD       |          |
| mars 2008                                | 2014          | François Couetdic        |           |          |
| mars 2014                                | décembre 2016 | Paul Ruchet              | SE        | Retraité |

## Population et société

### Démographie
L'évolution du nombre d'habitants est connue à travers les recensements de la population effectués dans la commune depuis 1793. À partir du 1er janvier 2009, les populations légales des communes sont publiées annuellement dans le cadre d'un recensement qui repose désormais sur une collecte d'information annuelle, concernant successivement tous les territoires communaux au cours d'une période de cinq ans. 
Pour les communes de moins de 10 000 habitants, une enquête de recensement portant sur toute la population est réalisée tous les cinq ans, les populations légales des années intermédiaires étant quant à elles estimées par interpolation ou extrapolation. Pour la commune, le premier recensement exhaustif entrant dans le cadre du nouveau dispositif a été réalisé en 2008,.
En 2014, la commune comptait 38 habitants, en évolution de +80,95 % par rapport à 2009 (Doubs : +2,04 %, France hors Mayotte : +2,49 %).
| 1793 | 1800 | 1806 | 1821 | 1831 | 1836 | 1841 | 1846 | 1851 |
| ---- | ---- | ---- | ---- | ---- | ---- | ---- | ---- | ---- |
| 70   | 52   | 71   | 63   | 91   | 80   | 113  | 81   | 84   |

| 1856 | 1861 | 1866 | 1872 | 1876 | 1881 | 1886 | 1891 | 1896 |
| ---- | ---- | ---- | ---- | ---- | ---- | ---- | ---- | ---- |
| 79   | 90   | 54   | 86   | 65   | 57   | 66   | 47   | 53   |

| 1901 | 1906 | 1911 | 1921 | 1926 | 1931 | 1936 | 1946 | 1954 |
| ---- | ---- | ---- | ---- | ---- | ---- | ---- | ---- | ---- |
| 56   | 49   | 70   | 50   | 42   | 52   | 58   | 46   | 46   |

| 1962 | 1968 | 1975 | 1982 | 1990 | 1999 | 2008 | 2013 | 2014 |
| ---- | ---- | ---- | ---- | ---- | ---- | ---- | ---- | ---- |
| 49   | 31   | 23   | 10   | 21   | 19   | 22   | 34   | 38   |

## Culture locale et patrimoine

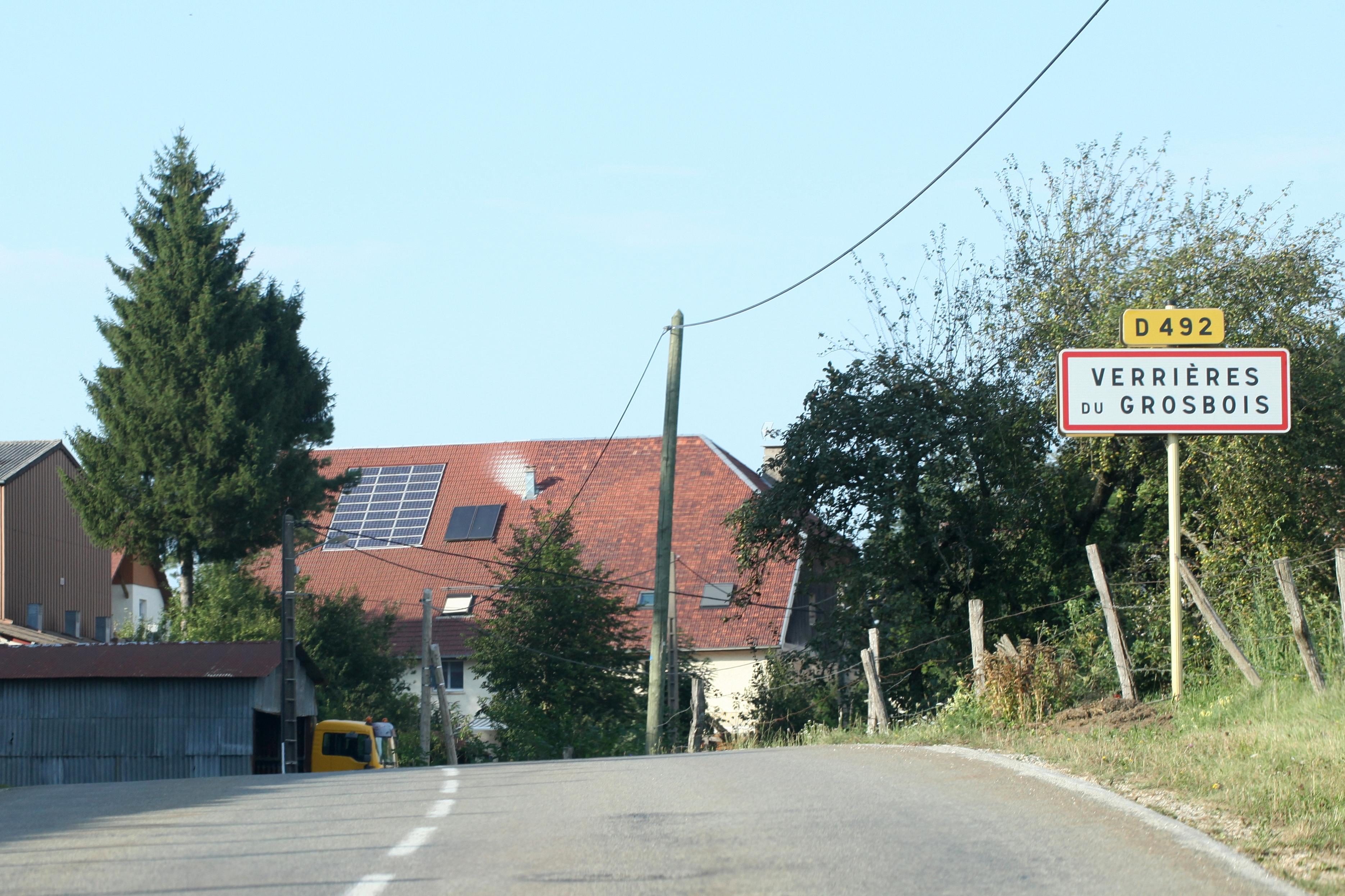
Entrée du village

### Lieux et monuments
- Forêt domaniale de Verrières-du-Grosbois.
- Maison forestière du XIVe siècle, habitée par un ouvrier de l'ONF.